# Pathécolor
Le Pathécolor, plus tard renommé Pathéchrome, est un procédé de colorisation de pellicules de cinéma, développé par Segundo de Chomón pour Pathé en 1903 et perfectionné par l'entreprise en 1906. À partir de plusieurs pochoirs obtenus par découpage grâce à un pantographe, il permet d'obtenir autant de films que de couleurs voulues, films que l'on superposait sur une pellicule qui était alors coloriée à l'encre avec une technique rappelant la polychromie de l'imprimerie. 
Le Pathécolor ne doit pas être confondu avec les noms commerciaux postérieurs tels que Pathé Color et Color by Pathé, qui apparaissent dans les génériques des films et publicités. 
La colorisation au pochoir n'était pas un processus de photographie couleur et n'utilisait pas de film couleur, lequel sera obtenu et développé bien plus tard par une série de procédés chimico-optiques. Il était un moyen d'ajouter arbitrairement des couleurs à des films initialement filmés et développés en noir et blanc,.

## Technique
Le procédé nécessitait une découpe manuelle, image par image, de la zone de la pellicule que l'on voulait colorier. L'opérateur utilisait un stylet émoussé pour tracer les contours des zones de l'image qui devaient être teintées d'une couleur particulière. On superposait alors la pellicule découpée avec une autre copie du film, de taille identique, et on appliquait la teinture, donnant ainsi la couleur définitive désirée à une partie de l’image. On répétait l’opération pour chaque couleur choisie, généralement entre trois et six couleurs.

## Histoire

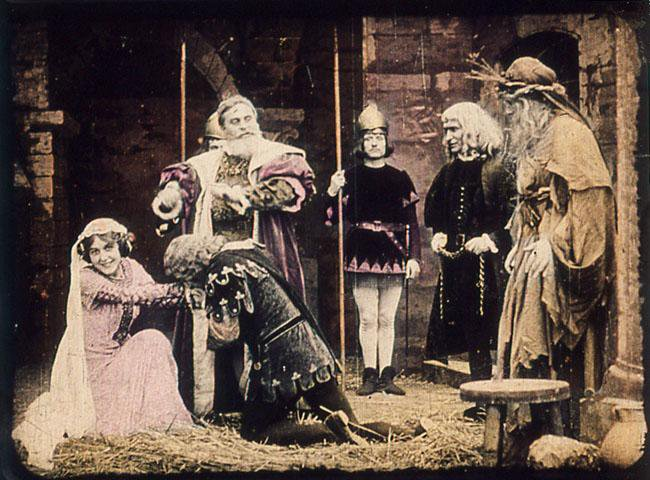
Film réalisé avec la technique Pathécolor

La Vie et la Passion de Jésus-Christ, réalisé en 1903 par Lucien Nonguet et Ferdinand Zecca pour Pathé Frères, est le premier film qui utilise cette technique mise en œuvre dans les ateliers barcelonais de Segundo de Chomón et le tout premier film en couleurs (ici colorisé) de toute l’histoire du cinéma. Le film Elstree Calling d’Alfred Hitchcock est quant à lui l’un des derniers films à utiliser le Pathécolor.